# 高田二号墳
高田2号墳（たかだにごうふん）は、千葉県芝山町の高田古墳群内にある前方後円墳である。
古墳の造営年代は出土した埴輪の特徴から、6世紀の中頃から後半と考えられている。

## 規模・形状
- 墳丘長52メートル
- 後円部径33.5メートル・高さ4.1メートル
- 前方部幅29メートル・高さ3.2メートル
- 方形の二重周濠をもつ。

墳形は横芝光町芝山古墳群の殿塚古墳と相似形で、また千葉市の人形塚古墳や山武市の朝日ノ岡古墳とも同規格である。
2012年に早稲田大学が行った発掘調査により、珍しい方形の二重周濠をもつ古墳であることが判明した。
同様の古墳は上記の殿塚古墳や埼玉古墳群が知られている。